# 蔡堅 (琉球)
蔡堅（喜友名親雲上）為琉球國久米村閩人三十六姓蔡氏儀間家的人。蔡氏一族祖籍為中國福建泉州府的南安縣（今福建省泉州南安市）。
明萬曆39年，獲鄭迵向尚寧王推薦為琉球的總理唐榮司。
1617年，時任正議大夫的蔡堅與時任王舅的毛繼祖一起出使明朝，要求繼續朝貢，但被明朝以「琉球新經殘破，財匱人乏」為由拒絕，要求十年之後再進貢。
1622年（天啟二年），與時任王舅的毛鳳儀的一起前往明朝，請求冊封尚豐為琉球王。
1631年（天啟十一年）時任紫金大夫的蔡堅從明朝攜同明帝聖像返回琉球。